# Oleszno (województwo zachodniopomorskie)
Oleszno (niem. Welschenburg) – wieś w Polsce położona w województwie zachodniopomorskim, w powiecie drawskim, w gminie Drawsko Pomorskie. W latach 1975–1998 miejscowość administracyjnie należała do województwa koszalińskiego. W roku 2007 wieś liczyła 214 mieszkańców. Miejscowość wchodzi w skład sołectwa Mielenko Drawskie.
Od 1987/88 do listopada 2016 istniał tu amfiteatr, wybudowany przez żołnierzy POW.

## Geografia
Wieś leży ok. 3 km na południowy zachód od Mielenka Drawskiego, nad dwoma jeziorami: Bucierz oraz Kocioł, ok. 100 m na południe od jeziora Kociołek, ok. 200 m na południe od jeziora Czaple, ok. 200 m na wschód od czynnego lotniska wojskowego Ziemsko, ok. 2 km na północ od poligonu drawskiego.